# Застава 1300
Застава 1300 (популарно Тристаћ) је аутомобил који је производила крагујевачка фабрика аутомобила Застава. Овај аутомобил популарно назван „тристаћ“ почео је да се производи 1961. године, а последњи овакав аутомобил произведен је 20. децембра 1979. године. Укупно је са покретних трака сишло 201.160 застава 1300. „Тристаћ“ се производио по лиценци фијатовог модела „1300“.

## Перформансе
Фијат 1300 је достизао максималну брзину од око 140 km/h, а са мотором од 1500 cm³ брзину од око 155 km/h и био је један од бржих аутомобила у СФРЈ.

## Предности и мане
Фијат 1300 је био луксузан ауто када се појавио на тржишту. Седишта су била пресвучена кожом, али нису имала наслоне за главу. Унутрашњост одликује добра завршна обрада. Због својих добрих перформанси полиција га је користила као пресретача у СФРЈ, али је исто тако трошио много горива.

## Галерија
- Застава 1300
- Задњи део Заставе 1300 лукс
- На сајму у Будимпешти 1966.